# 団体等規正令
団体等規正令（だんたいとうきせいれい、昭和24年政令第64号）は、「暴力主義的・反民主主義的」とみなされた団体の規制を目的とした日本の政令である。当初は、1946年に、ポツダム命令の「政党、協会其ノ他ノ団体ノ結成ノ禁止等ニ関スル件（昭和21年勅令第101号）」として制定され、1949年（昭和24年）に全部改正された。しばしば「団規令」（だんきれい）と略称される。
破壊活動防止法の施行に伴い、1952年に廃止された。

## 概説
政治活動をするにあたっては届出が義務付けられ、本令の遵守について法務庁（法務総裁）の調査権限が付与されている。本令の規制対象団体に該当した場合は解散させられた。解散させられた団体は解散団体の財産の管理及び処分等に関する政令により、政府によって財産が管理処分された。
規制対象団体の該当事由は以下の通り。
- 占領軍に対して反抗し、若しくは反対し、又は日本国政府が連合国最高司令官の要求に基いて発した命令に対して反抗し、若しくは反対する団体
- 日本国の侵略的対外軍事行動（大東亜共栄圏・八紘一宇思想）を支持し、又は正当化する団体
- 日本国が他のアジア人、インドネシア人又はマレー人の指導者であることを僭称する団体
- 日本国内において外国人を貿易、商業又は職業従事から排除する団体
- 日本国と諸外国との間の自由な文化及び学術の交流に対して反対する団体
- 日本国内において、軍事若しくは準軍事的訓練を実施し、陸海軍軍人であった者に対して民間人に与えられる以上の恩典を供与し、若しくは特殊の発言権を附与し、又は軍国主義若しくは軍人的精神を存続する団体
- 暗殺その他の暴力主義的企画によつて政策を変更し、又は暴力主義的方法を是認するような傾向を助長し、若しくは正当化する団体
- 本令解散団体構成員が主要役員の団体[注釈 1]
- 1930年[注釈 2]1月1日以後現役にあった正規陸海軍将校経験者又は特別志願予備将校経験者が主要役員の団体[注釈 1]
- 憲兵隊、特務機関、諜報機関への勤務経験者又は協力者が主要役員の団体[注釈 1]
- 構成員の4分の1以上が本令解散団体構成員、1930年1月1日以後現役にあった正規陸海軍将校経験者又は特別志願予備将校経験者、憲兵隊、特務機関、諜報機関への勤務経験者等が占める団体[注釈 1]

また本令解散団体の主要幹部とスポンサー関係者は公職追放令による公職追放の対象となった。本令に規制対象団体の結成や指導をした者、政治活動について不届出又は虚偽届出をした者、法務総裁の調査を拒否した者は刑事罰の対象となった。

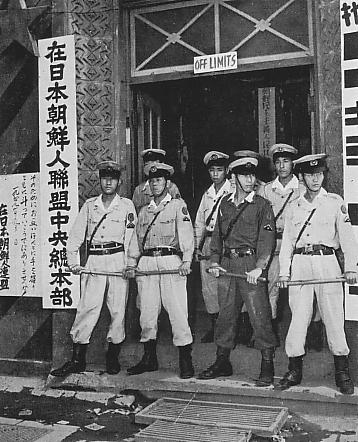
解散処分を受けたため捜索を受ける在日朝鮮人連盟本部 1949年9月

実際にはGHQの施策に反対する団体、戦前の軍国主義を呼号する団体、右翼団体、左翼団体、暴力団が規制対象団体となった。また在日本朝鮮人連盟、在日朝鮮民主青年同盟が規制対象団体に該当し、本令によって解散処分を受けた。
1950年7月には9人の日本共産党幹部（徳田球一、野坂参三、志田重男、伊藤律、長谷川浩、紺野与次郎、春日正一、竹中恒三郎、松本三益）に対し、政府の出頭命令を拒否したとして団体等規正令違反で逮捕状が発付され、これに対して9人は地下潜行（団規令事件）。
1952年（昭和27年）4月28日のサンフランシスコ講和条約発効により日本が国家主権を回復し、同令は同年10月25日に失効と規定された。同年7月21日に「暴力的破壊活動」を取り締まる破壊活動防止法が制定されたことにより、同令は3ヶ月早く失効した。

## 指定団体一覧
- 「団体等規正令」（昭和24年政令第64号）及び「政党、協会其ノ他ノ団体ノ結成ノ禁止等ニ関スル件」（昭和21年勅令第101号）で指定された団体の一覧。
- 団体名は旧字体で告示されたものについても新字体で示した。

| 団体名                           | 指定日         | 指定法令番号              | 備考                                                                         |
| -------------------------------- | -------------- | ------------------------- | ---------------------------------------------------------------------------- |
| 大東亜協会                       | 1946年2月25日  | 昭和21年内務省告示第19号  |                                                                              |
| 玄洋社                           | 1946年2月25日  | 昭和21年内務省告示第19号  |                                                                              |
| 金鶏学院                         | 1946年2月25日  | 昭和21年内務省告示第19号  |                                                                              |
| 大化会                           | 1946年2月25日  | 昭和21年内務省告示第19号  |                                                                              |
| 東亜連盟                         | 1946年2月25日  | 昭和21年内務省告示第19号  | 東亜連盟同志会および東亜連盟協会を意味する                                   |
| 大和倶楽部                       | 1946年2月25日  | 昭和21年内務省告示第19号  |                                                                              |
| 大日本勤皇会                     | 1946年2月25日  | 昭和21年内務省告示第19号  |                                                                              |
| 勤皇護国会                       | 1946年2月25日  | 昭和21年内務省告示第19号  |                                                                              |
| 東京創生会                       | 1946年2月25日  | 昭和21年内務省告示第19号  |                                                                              |
| 勤皇維新同盟                     | 1946年2月25日  | 昭和21年内務省告示第19号  |                                                                              |
| 事変処理研究会                   | 1946年2月25日  | 昭和21年内務省告示第19号  |                                                                              |
| 日本思想研究会                   | 1946年2月25日  | 昭和21年内務省告示第19号  |                                                                              |
| 青年亜細亜同盟                   | 1946年2月25日  | 昭和21年内務省告示第19号  |                                                                              |
| 東亜思想戦研究会                 | 1946年2月25日  | 昭和21年内務省告示第19号  |                                                                              |
| 南鵬会                           | 1946年2月25日  | 昭和21年内務省告示第19号  |                                                                              |
| 政教会                           | 1946年2月25日  | 昭和21年内務省告示第19号  |                                                                              |
| 聖戦完勝会                       | 1946年2月25日  | 昭和21年内務省告示第19号  |                                                                              |
| 全日本国民特攻隊総本部           | 1946年2月25日  | 昭和21年内務省告示第19号  |                                                                              |
| 皇国同志会                       | 1946年2月25日  | 昭和21年内務省告示第19号  |                                                                              |
| 東南亜細亜民族解放同盟           | 1946年2月25日  | 昭和21年内務省告示第19号  |                                                                              |
| 東亜協会                         | 1946年2月25日  | 昭和21年内務省告示第19号  |                                                                              |
| 東亜新秩序研究会                 | 1946年2月25日  | 昭和21年内務省告示第19号  |                                                                              |
| 大東亜建設協会                   | 1946年2月25日  | 昭和21年内務省告示第19号  |                                                                              |
| 大東亜青年隊                     | 1946年2月25日  | 昭和21年内務省告示第19号  |                                                                              |
| 大東亜建設国民運動研究会         | 1946年2月25日  | 昭和21年内務省告示第19号  |                                                                              |
| 大亜細亜協会                     | 1946年2月25日  | 昭和21年内務省告示第19号  |                                                                              |
| 亜細亜大陸協会                   | 1946年2月25日  | 昭和21年内務省告示第19号  |                                                                              |
| 興亜滅共連盟                     | 1946年2月25日  | 昭和21年内務省告示第19号  |                                                                              |
| 興亜運動同志会                   | 1946年2月25日  | 昭和21年内務省告示第19号  |                                                                              |
| 対支同志会                       | 1946年2月25日  | 昭和21年内務省告示第19号  |                                                                              |
| 同仁会                           | 1946年2月25日  | 昭和21年内務省告示第19号  |                                                                              |
| 北海道国民道場                   | 1946年2月25日  | 昭和21年内務省告示第19号  |                                                                              |
| 天柱塾                           | 1946年2月25日  | 昭和21年内務省告示第19号  |                                                                              |
| 長崎創生会                       | 1946年2月25日  | 昭和21年内務省告示第19号  |                                                                              |
| 信濃ひもろぎ塾                   | 1946年2月25日  | 昭和21年内務省告示第19号  |                                                                              |
| 振東塾                           | 1946年2月25日  | 昭和21年内務省告示第19号  |                                                                              |
| 米沢ひもろぎ塾                   | 1946年2月25日  | 昭和21年内務省告示第19号  |                                                                              |
| 東光会                           | 1946年2月25日  | 昭和21年内務省告示第19号  |                                                                              |
| 立山塾                           | 1946年2月25日  | 昭和21年内務省告示第19号  |                                                                              |
| 聖明塾                           | 1946年2月25日  | 昭和21年内務省告示第19号  |                                                                              |
| 富山青年有志会                   | 1946年2月25日  | 昭和21年内務省告示第19号  |                                                                              |
| 国民生活研究所                   | 1946年2月25日  | 昭和21年内務省告示第19号  |                                                                              |
| 男建会                           | 1946年2月25日  | 昭和21年内務省告示第19号  |                                                                              |
| 大亜拓士義塾                     | 1946年2月25日  | 昭和21年内務省告示第19号  |                                                                              |
| 佐賀県維新同志会                 | 1946年2月25日  | 昭和21年内務省告示第19号  |                                                                              |
| 大日本一新会                     | 1946年2月25日  | 昭和21年内務省告示第20号  |                                                                              |
| 大日本興亜同盟                   | 1946年2月25日  | 昭和21年内務省告示第20号  |                                                                              |
| 大日本生産党                     | 1946年2月25日  | 昭和21年内務省告示第20号  |                                                                              |
| 大日本赤誠会                     | 1946年2月25日  | 昭和21年内務省告示第20号  | 大日本青年党を含む                                                           |
| 大東塾                           | 1946年2月25日  | 昭和21年内務省告示第20号  |                                                                              |
| 鶴鳴荘                           | 1946年2月25日  | 昭和21年内務省告示第20号  |                                                                              |
| 建国会                           | 1946年2月25日  | 昭和21年内務省告示第20号  |                                                                              |
| 黒竜会                           | 1946年2月25日  | 昭和21年内務省告示第20号  |                                                                              |
| 国際反共連盟                     | 1946年2月25日  | 昭和21年内務省告示第20号  |                                                                              |
| 国際政経学会                     | 1946年2月25日  | 昭和21年内務省告示第20号  |                                                                              |
| 国粋大衆党                       | 1946年2月25日  | 昭和21年内務省告示第20号  |                                                                              |
| 国体擁護連合会                   | 1946年2月25日  | 昭和21年内務省告示第20号  |                                                                              |
| 瑞穂倶楽部                       | 1946年2月25日  | 昭和21年内務省告示第20号  |                                                                              |
| 尊攘同志会                       | 1946年2月25日  | 昭和21年内務省告示第20号  |                                                                              |
| 天行会                           | 1946年2月25日  | 昭和21年内務省告示第20号  |                                                                              |
| 東方同志会                       | 1946年2月25日  | 昭和21年内務省告示第20号  |                                                                              |
| 東方会                           | 1946年2月25日  | 昭和21年内務省告示第20号  | 振東社を含む                                                                 |
| やまとむすび                     | 1946年2月25日  | 昭和21年内務省告示第20号  | 大日本党を含む                                                               |
| 時局協議会                       | 1946年2月25日  | 昭和21年内務省告示第20号  |                                                                              |
| 全日本青年倶楽部                 | 1946年2月25日  | 昭和21年内務省告示第20号  |                                                                              |
| 明倫会                           | 1946年2月25日  | 昭和21年内務省告示第20号  |                                                                              |
| 言論報国会                       | 1946年2月25日  | 昭和21年内務省告示第20号  |                                                                              |
| 大東亜青年同盟                   | 1946年2月25日  | 昭和21年内務省告示第20号  |                                                                              |
| 聖戦明徴国民運動総本部           | 1946年2月25日  | 昭和21年内務省告示第20号  |                                                                              |
| 明倫会連合会                     | 1946年2月25日  | 昭和21年内務省告示第20号  |                                                                              |
| 国粋同盟                         | 1946年2月25日  | 昭和21年内務省告示第20号  |                                                                              |
| 天関打開期成会                   | 1946年2月25日  | 昭和21年内務省告示第20号  |                                                                              |
| 大日本皇道会                     | 1946年2月25日  | 昭和21年内務省告示第20号  |                                                                              |
| 愛国社                           | 1946年2月25日  | 昭和21年内務省告示第20号  |                                                                              |
| 皇民実践協議会                   | 1946年2月25日  | 昭和21年内務省告示第20号  |                                                                              |
| 勤皇まことむすび                 | 1946年2月25日  | 昭和21年内務省告示第20号  |                                                                              |
| 維新公論社                       | 1946年2月25日  | 昭和21年内務省告示第20号  |                                                                              |
| 御楯塾                           | 1946年2月25日  | 昭和21年内務省告示第20号  |                                                                              |
| 大日本勤皇同志会                 | 1946年2月25日  | 昭和21年内務省告示第20号  |                                                                              |
| 皇国運動同盟                     | 1946年2月25日  | 昭和21年内務省告示第20号  |                                                                              |
| 大日本経国連盟                   | 1946年2月25日  | 昭和21年内務省告示第20号  |                                                                              |
| 国策社                           | 1946年2月25日  | 昭和21年内務省告示第20号  |                                                                              |
| 世界皇化会                       | 1946年2月25日  | 昭和21年内務省告示第20号  |                                                                              |
| 大直会                           | 1946年2月25日  | 昭和21年内務省告示第20号  |                                                                              |
| 神風特攻後続隊                   | 1946年2月25日  | 昭和21年内務省告示第20号  |                                                                              |
| アジア青年社                     | 1946年2月25日  | 昭和21年内務省告示第20号  |                                                                              |
| 振東塾                           | 1946年2月25日  | 昭和21年内務省告示第20号  |                                                                              |
| 直心道場                         | 1946年2月25日  | 昭和21年内務省告示第20号  |                                                                              |
| 皇道翼賛青年連盟                 | 1946年2月25日  | 昭和21年内務省告示第20号  |                                                                              |
| 一心塾                           | 1946年2月25日  | 昭和21年内務省告示第20号  |                                                                              |
| 大道塾                           | 1946年2月25日  | 昭和21年内務省告示第20号  |                                                                              |
| 至心寮                           | 1946年2月25日  | 昭和21年内務省告示第20号  |                                                                              |
| 勤皇まことむすび京都地方事務局   | 1946年2月25日  | 昭和21年内務省告示第20号  |                                                                              |
| 勤皇まことむすび大阪地方事務局   | 1946年2月25日  | 昭和21年内務省告示第20号  |                                                                              |
| 国柱団                           | 1946年2月25日  | 昭和21年内務省告示第20号  |                                                                              |
| 神農塾                           | 1946年2月25日  | 昭和21年内務省告示第20号  |                                                                              |
| 紫山塾                           | 1946年2月25日  | 昭和21年内務省告示第20号  |                                                                              |
| 水戸ひもろぎ塾                   | 1946年2月25日  | 昭和21年内務省告示第20号  |                                                                              |
| 愛郷塾                           | 1946年2月25日  | 昭和21年内務省告示第20号  |                                                                              |
| 愛郷会                           | 1946年2月25日  | 昭和21年内務省告示第20号  |                                                                              |
| 一県勤皇運動                     | 1946年2月25日  | 昭和21年内務省告示第20号  |                                                                              |
| 勤皇まことむすび茨城地方事務局   | 1946年2月25日  | 昭和21年内務省告示第20号  |                                                                              |
| 東天会                           | 1946年2月25日  | 昭和21年内務省告示第20号  |                                                                              |
| 勤皇まことむすび津島道場         | 1946年2月25日  | 昭和21年内務省告示第20号  |                                                                              |
| 福島ひもろぎ塾                   | 1946年2月25日  | 昭和21年内務省告示第20号  |                                                                              |
| 皇道維新塾                       | 1946年2月25日  | 昭和21年内務省告示第20号  |                                                                              |
| 東天塾                           | 1946年2月25日  | 昭和21年内務省告示第20号  |                                                                              |
| 青森県勤皇青年同盟               | 1946年2月25日  | 昭和21年内務省告示第20号  |                                                                              |
| 小松勤皇まことむすび             | 1946年2月25日  | 昭和21年内務省告示第20号  |                                                                              |
| 雄姿塾                           | 1946年2月25日  | 昭和21年内務省告示第20号  |                                                                              |
| 顕真塾                           | 1946年2月25日  | 昭和21年内務省告示第20号  |                                                                              |
| 勤皇まことむすび岡山地方事務局   | 1946年2月25日  | 昭和21年内務省告示第20号  |                                                                              |
| 岡山市勤皇まことむすび           | 1946年2月25日  | 昭和21年内務省告示第20号  |                                                                              |
| 倉敷市勤皇まことむすび           | 1946年2月25日  | 昭和21年内務省告示第20号  |                                                                              |
| 和気勤皇まことむすび             | 1946年2月25日  | 昭和21年内務省告示第20号  |                                                                              |
| 津山勤皇まことむすび             | 1946年2月25日  | 昭和21年内務省告示第20号  |                                                                              |
| 中和勤皇まことむすび             | 1946年2月25日  | 昭和21年内務省告示第20号  |                                                                              |
| 八束勤皇まことむすび             | 1946年2月25日  | 昭和21年内務省告示第20号  |                                                                              |
| 香川勤皇まことむすび             | 1946年2月25日  | 昭和21年内務省告示第20号  |                                                                              |
| 興南青年塾                       | 1946年2月25日  | 昭和21年内務省告示第20号  |                                                                              |
| 革新青年党                       | 1946年6月25日  | 昭和21年内務省告示第89号  |                                                                              |
| 大日本猶興会                     | 1946年2月25日  | 昭和21年内務省告示第89号  |                                                                              |
| 偕行会                           | 1946年8月30日  | 昭和21年内務省告示第124号 | 支部も含む                                                                   |
| 水交会                           | 1946年8月30日  | 昭和21年内務省告示第124号 | 支部も含む                                                                   |
| 海仁会                           | 1947年3月25日  | 昭和22年内務省告示第72号  | 支部も含む                                                                   |
| 日本鯉登同志会                   | 1947年3月25日  | 昭和22年内務省告示第73号  |                                                                              |
| 日本すめら党                     | 1947年3月25日  | 昭和22年内務省告示第73号  | 日本皇道党                                                                   |
| 惟神連盟                         | 1947年4月1日   | 昭和22年内務省告示第84号  |                                                                              |
| 新鋭大衆党                       | 1947年12月12日 | 昭和22年内務省告示第374号 |                                                                              |
| 神武会                           | 1948年1月28日  | 昭和23年総理庁告示第8号   |                                                                              |
| 聖戦貫徹同盟                     | 1948年1月28日  | 昭和23年総理庁告示第8号   |                                                                              |
| 原理日本社                       | 1948年1月28日  | 昭和23年総理庁告示第8号   |                                                                              |
| 天照義団                         | 1948年1月28日  | 昭和23年総理庁告示第8号   |                                                                              |
| 猶存社                           | 1948年1月31日  | 昭和23年総理庁告示第10号  |                                                                              |
| 士林荘                           | 1948年1月31日  | 昭和23年総理庁告示第10号  |                                                                              |
| 大行社                           | 1948年1月31日  | 昭和23年総理庁告示第10号  |                                                                              |
| 血盟団                           | 1948年2月10日  | 昭和23年総理庁告示第12号  |                                                                              |
| 大日本神兵隊                     | 1948年2月10日  | 昭和23年総理庁告示第12号  | 神兵隊                                                                       |
| 独立青年社                       | 1948年2月10日  | 昭和23年総理庁告示第12号  |                                                                              |
| 愛国勤労党                       | 1948年2月10日  | 昭和23年総理庁告示第12号  |                                                                              |
| 日本ファシズム連盟               | 1948年2月10日  | 昭和23年総理庁告示第12号  |                                                                              |
| 統天塾                           | 1948年2月10日  | 昭和23年総理庁告示第12号  |                                                                              |
| 大日本護国軍                     | 1948年2月10日  | 昭和23年総理庁告示第12号  |                                                                              |
| 鉄血社                           | 1948年2月10日  | 昭和23年総理庁告示第12号  |                                                                              |
| 大亜義盟                         | 1948年2月10日  | 昭和23年総理庁告示第12号  |                                                                              |
| 大統社                           | 1948年2月10日  | 昭和23年総理庁告示第12号  |                                                                              |
| 戦災者更生会                     | 1948年6月2日   | 昭和23年法務庁告示第19号  |                                                                              |
| 浅草更生寮                       | 1948年6月2日   | 昭和23年法務庁告示第20号  |                                                                              |
| 桜会                             | 1948年7月7日   | 昭和23年法務庁告示第34号  | 小桜会を含む                                                                 |
| 行地社                           | 1948年7月7日   | 昭和23年法務庁告示第34号  |                                                                              |
| 天剣党                           | 1948年7月7日   | 昭和23年法務庁告示第34号  |                                                                              |
| 皇道真理会                       | 1948年7月7日   | 昭和23年法務庁告示第34号  |                                                                              |
| 水戸学研究会                     | 1948年7月7日   | 昭和23年法務庁告示第34号  |                                                                              |
| 日本反共連盟大鶴青年部           | 1948年8月14日  | 昭和23年法務庁告示第49号  |                                                                              |
| 東亜建設協会                     | 1948年8月14日  | 昭和23年法務庁告示第50号  |                                                                              |
| 学徒至誠会                       | 1948年8月14日  | 昭和23年法務庁告示第50号  |                                                                              |
| 大日本同志会                     | 1948年8月14日  | 昭和23年法務庁告示第50号  |                                                                              |
| 台湾南方協会                     | 1948年8月14日  | 昭和23年法務庁告示第50号  |                                                                              |
| 大和報国運動本部                 | 1948年8月14日  | 昭和23年法務庁告示第50号  |                                                                              |
| 興亜青年運動本部                 | 1948年8月14日  | 昭和23年法務庁告示第50号  |                                                                              |
| 朝鮮民主義勇団                   | 1948年8月14日  | 昭和23年法務庁告示第51号  |                                                                              |
| 日本天狗党                       | 1948年8月22日  | 昭和23年法務庁告示第53号  |                                                                              |
| 千東救済会                       | 1948年11月1日  | 昭和23年法務庁告示第85号  | 旧名、戰災者救済会                                                           |
| 国本社                           | 1948年11月13日 | 昭和23年法務庁告示第87号  |                                                                              |
| 香月青壮年同志会                 | 1948年11月19日 | 昭和23年法務庁告示第93号  |                                                                              |
| 星桜塾                           | 1949年1月25日  | 昭和24年法務庁告示第14号  |                                                                              |
| 瀬戸一家                         | 1949年3月10日  | 昭和24年法務庁告示第37号  | 通称、川島一家                                                               |
| 藤田組                           | 1949年3月10日  | 昭和24年法務庁告示第38号  | 通称、元関根組                                                               |
| 万教帰一「道のつどひ」           | 1949年6月14日  | 昭和24年法務府告示第2号   |                                                                              |
| 槇原運命学研講所                 | 1949年6月14日  | 昭和24年法務府告示第2号   |                                                                              |
| 神皇の道本部                     | 1949年6月14日  | 昭和24年法務府告示第2号   |                                                                              |
| 関根組                           | 1949年6月14日  | 昭和24年法務府告示第2号   |                                                                              |
| 在日本朝鮮人連盟                 | 1949年9月8日   | 昭和24年法務府告示第51号  | 中央総本部及び各地方協議会、各都道府県本部、支部その他一切の下部組織を含む。 |
| 在日本朝鮮民主青年同盟           | 1949年9月8日   | 昭和24年法務府告示第51号  | 中央総本部及び各都道府県本部、支部その他一切の下部組織を含む。               |
| 在日本大韓民国居留民団宮城県本部 | 1949年9月8日   | 昭和24年法務府告示第51号  | 支部その他一切の下部組織を含む。                                             |
| 大韓民国建国青年同盟塩釜本部     | 1949年9月8日   | 昭和24年法務府告示第51号  | 一切の下部組織を含む。                                                       |
| 岡組                             | 1949年9月8日   | 昭和24年法務府告示第51号  |                                                                              |
| 村上組                           | 1949年9月8日   | 昭和24年法務府告示第51号  |                                                                              |
| 諸藤一家                         | 1949年9月8日   | 昭和24年法務府告示第51号  |                                                                              |
| 俠心会                           | 1949年9月8日   | 昭和24年法務府告示第51号  |                                                                              |
| 山口一家                         | 1950年1月16日  | 昭和25年法務府告示第3号   |                                                                              |
| 和田一家                         | 1950年1月16日  | 昭和25年法務府告示第3号   |                                                                              |
| 宗教法人天津巨                   | 1950年1月16日  | 昭和25年法務府告示第3号   | 宗教法人旧大日教                                                             |
| 天津巨崇敬庁                     | 1950年1月16日  | 昭和25年法務府告示第3号   | 旧大日教総本庁                                                               |
| 宗教法人天津巨神明宮教会         | 1950年1月16日  | 昭和25年法務府告示第3号   | 宗教法人旧大日教北陸総本庁                                                   |
| 宗教法人大日教崇敬院             | 1950年1月16日  | 昭和25年法務府告示第3号   |                                                                              |
| 宗教法人大日教分教会シオン教会   | 1950年1月16日  | 昭和25年法務府告示第3号   |                                                                              |
| 敬愛同潤連盟                     | 1950年2月13日  | 昭和25年法務府告示第16号  |                                                                              |
| 高寅組                           | 1950年3月25日  | 昭和25年法務府告示第52号  |                                                                              |
| 柳一家                           | 1950年3月25日  | 昭和25年法務府告示第52号  | 関東丁字屋一家分家                                                           |
| 福新一家                         | 1950年3月25日  | 昭和25年法務府告示第52号  |                                                                              |
| 鹿野組                           | 1950年6月20日  | 昭和25年法務府告示第107号 |                                                                              |
| 奥州梅家一家和田組               | 1950年6月20日  | 昭和25年法務府告示第107号 |                                                                              |
| 串田組                           | 1950年6月20日  | 昭和25年法務府告示第107号 |                                                                              |
| 熊谷桝屋総本家                   | 1950年6月20日  | 昭和25年法務府告示第107号 | 新井組、本家及び内田組を含む。                                               |
| 山村組                           | 1950年6月20日  | 昭和25年法務府告示第107号 |                                                                              |
| 新日本青年党                     | 1950年6月20日  | 昭和25年法務府告示第107号 |                                                                              |
| 卯辰一家                         | 1950年6月20日  | 昭和25年法務府告示第107号 |                                                                              |
| 日本共産党東京都新宿区委員会     | 1950年7月21日  | 昭和25年法務府告示第118号 |                                                                              |
| 日本共産党大日本印刷細胞         | 1950年7月21日  | 昭和25年法務府告示第118号 |                                                                              |
| 新日本義人党                     | 1950年8月25日  | 昭和25年法務府告示第138号 |                                                                              |
| 松永一家                         | 1950年8月25日  | 昭和25年法務府告示第138号 |                                                                              |
| 近藤組                           | 1950年8月25日  | 昭和25年法務府告示第138号 |                                                                              |
| 浜本組                           | 1950年8月25日  | 昭和25年法務府告示第138号 |                                                                              |
| 日本共産党東宝撮影所細胞         | 1950年8月25日  | 昭和25年法務府告示第140号 |                                                                              |
| 全国労働組合連絡協議会           | 1950年8月30日  | 昭和25年法務府告示第142号 |                                                                              |
| 幸平一家                         | 1950年9月12日  | 昭和25年法務府告示第148号 |                                                                              |
| 土支田一家                       | 1950年9月12日  | 昭和25年法務府告示第148号 |                                                                              |
| 浦上一家                         | 1950年9月12日  | 昭和25年法務府告示第148号 |                                                                              |
| 杉東会岡本分家野原組             | 1950年9月12日  | 昭和25年法務府告示第148号 |                                                                              |
| 寺本組                           | 1950年10月31日 | 昭和25年法務府告示第206号 |                                                                              |
| 奥州西海家横田一家分家阿部組     | 1950年10月31日 | 昭和25年法務府告示第206号 |                                                                              |
| 寄居一家角田二代目森田組         | 1950年10月31日 | 昭和25年法務府告示第206号 |                                                                              |
| 小西組                           | 1950年10月31日 | 昭和25年法務府告示第206号 |                                                                              |
| 波止場一家                       | 1950年12月22日 | 昭和25年法務府告示第267号 | 伏木愚連隊                                                                   |
| 通称津村組                       | 1950年12月22日 | 昭和25年法務府告示第267号 | 今神中原正之助一家秋月四郎乾兒津村一家                                       |
| 森田組                           | 1950年12月22日 | 昭和25年法務府告示第267号 |                                                                              |
| 吉川組                           | 1951年2月27日  | 昭和26年法務府告示第45号  |                                                                              |
| 長野組                           | 1951年2月27日  | 昭和26年法務府告示第45号  | 丸新会                                                                       |
| 大島組                           | 1951年2月27日  | 昭和26年法務府告示第45号  | 大島一家                                                                     |
| 大島組                           | 1951年2月27日  | 昭和26年法務府告示第45号  | 大島一家                                                                     |
| 南海の松一派                     | 1951年3月30日  | 昭和26年法務府告示第82号  |                                                                              |
| 林田組                           | 1951年3月30日  | 昭和26年法務府告示第82号  | 林田興行社                                                                   |
| 現金屋一派                       | 1951年6月26日  | 昭和26年法務府告示第218号 |                                                                              |
| 寺内組                           | 1951年6月26日  | 昭和26年法務府告示第218号 | 寺内一家                                                                     |
| 牛島一家                         | 1951年6月26日  | 昭和26年法務府告示第218号 |                                                                              |
| 丸唐組                           | 1951年6月26日  | 昭和26年法務府告示第218号 |                                                                              |
| 奥州梅家一家                     | 1951年6月26日  | 昭和26年法務府告示第218号 |                                                                              |
| 山崎屋熱海稲川組                 | 1951年9月18日  | 昭和26年法務府告示第357号 |                                                                              |
| 香具屋弥七一家                   | 1951年9月18日  | 昭和26年法務府告示第357号 |                                                                              |
| 江戸屋虎五郎一家                 | 1951年9月18日  | 昭和26年法務府告示第357号 |                                                                              |
| 西任組                           | 1951年12月26日 | 昭和26年法務府告示第489号 |                                                                              |
| 正司一派                         | 1951年12月26日 | 昭和26年法務府告示第489号 | 正司興行部を含む                                                             |
| 玉村組                           | 1951年12月26日 | 昭和26年法務府告示第489号 |                                                                              |